# Олексіївське
Олексі́ївське — село Амвросіївської міської громади Донецького району Донецької області, Україна.

## Географія
Відстань до райцентру автошляхами становить близько 105 км. Через село протікає річка Калинова.
Землі села межують із територією Куйбишевського району Ростовської області Росії.
Унаслідок російської військової агресії із серпня 2014 р. Олексіївське перебуває на території ОРДЛО.

## Історія

### Війна на сході України
17 червня 2014 року у часі нічного танкового нападу терористів на зведену колону біля блокпосту ЗСУ, котрий вівся з кількох напрямів одночасно — зазнав несумісних з життям поранень солдат Збройних сил України Лабунець Євген Сергійович.

## Населення
За даними перепису 2001 року населення села становило 434 особи, з них 82,95 % зазначили рідною мову українську, 16,82 % — російську та 0,23 % — молдовську мову.